# 데드 캠프 4
《데드 캠프 4》(영어: Wrong Turn 4: Bloody Beginnings)는 미국에서 제작된 데클런 오브라이언 감독의 2011년 비디오 슬래셔 영화이다. 《데드 캠프 3》(2009)의 후속작이자 데드 캠프 시리즈 네 번째 작품이다. 제니 퍼더빅 등이 출연하였다.
《데드 캠프 5》(2012)로 이어진다.

## 줄거리
1974년. 글렌빌 요양원에서 돌연변이 힐리커 형제들이 방에서 빠져나와 폭동을 일으키고 의사들과 잡역부들을 살해한다. 29년 뒤인 2003년 웨스턴 대학교 학생 9명이 겨울 방학 동안 설상차를 타고 놀 생각으로 산속 오두막을 찾는다. 그러나 대학생들은 도중 눈보라 속에서 길을 잃는다. 버려진 글렌빌 요양원에서 하룻밤을 보내기로 한 대학생들은 하나둘 힐리커 형제들에게 살해된다.

## 출연진
- 제니 퍼더빅
- 터니카 데이비스
- 케이틀린 웡
- 테라 브네사
- 빅터 징크 주니어
- 딘 암스트롱
- 앨리 터테어린
- 서맨사 켄드릭
- 숀 스킨
- 대니얼 스킨
- 블레인 사이퍼다
- 브라이언 버로
- 트리스턴 칼루치